# Carnival Rock
Ne doit pas être confondu avec Carnival Row.
Pour plus de détails, voir Fiche technique et Distribution.
Carnival Rock est un film musical américain réalisé par Roger Corman, sorti en 1957. Comme beaucoup de séries B de ce type, le film vaut surtout pour les prestations musicales des Platters, David Houston, Bob Luman and his Shadows et The Blockbusters.

## Synopsis
Christy, le propriétaire d'une discothèque au bord de l'océan spécialisée dans  le rock 'n' roll, s'éprend de Natalie Cook, une chanteuse et danseuse de talent. Mais celle-ci n'a d'yeux que pour Stanley, un homme d'affaires et joueur de poker. Les deux hommes se défient et Christy perd son club au profit de Stanley. La jeune femme intervient pour que Christy garde un emploi dans le club, mais celui-ci, humilié, met le feu à l'établissement.

## Fiche technique
- Titre : Carnival Rock
- Réalisation : Roger Corman
- Scénario : Leo Lieberman
- Musique : Walter Greene, Buck Ram
- Photographie : Floyd Crosby
- Production : Roger Corman Productions
- Distribution : Howco International Pictures
- Pays d'origine : États-Unis
- Format : Noir et blanc - Mono
- Durée : 75 minutes
- Date de sortie : septembre 1957

## Distribution
- Susan Cabot : Natalie Cook
- Brian G. Hutton : Stanley
- David J. Stewart : Christopher 'Christy' Cristakos
- Dick Miller : Benny
- Iris Adrian : Celia
- Jonathan Haze : Max
- Ed Nelson : Cannon
- Bruno VeSota : Mr. Kirsch
- The Platters : Eux-mêmes
- Bob Luman : Lui-même, chanteur
- James Burton : Guitariste (non crédité)
- Abby Dalton (non créditée)

## Chansons interprétées dans le film
- The Platters : Remember When (Buck Ram, Mickey Addy)
- David Houston : One and Only (Don 'Red' Roberts)
- David Houston : Teen Age Frankie & Johnnie (Marvin J. Moore, Charles Randolph Grean, Bob Davie,)
- Bob Luman : This Is the Night (Catherine Baldwin)
- Bob Luman : All Night Long (Jim Shell)
- Susan Cabot : Ou-Shoo-Bla-D
- Susan Cabot : There's No Place Without You
- Bob Luman's Shadows : The Creep
- The Blockbusters : Carnival Rock (Buck Ram)